# Massacres de Khan Cheikhoun de février 2017
Pour les articles homonymes, voir Massacre de Khan Cheikhoun.
Les massacres de Khan Cheikhoun ont lieu en février 2017, au cours de la guerre civile syrienne.

## Contexte
Ces tueries ont lieu a une période de grands bouleversements pour les groupes rebelles du nord de la Syrie. En octobre 2016, au sud du gouvernorat d'Idleb et au nord du gouvernorat de Hama, un premier conflit éclate entre Ahrar al-Cham et Jound al-Aqsa. Ahrar al-Cham reçoit aussitôt le soutien de la plupart des autres groupes rebelles de la région qui accusent Jound al-Aqsa d'être lié à l'État islamique,,,. Après quelques jours de combats, Jound al-Aqsa prête alors allégeance au Front Fatah al-Cham — l'ex-Front al-Nosra — le 9 octobre 2016, afin d'obtenir sa protection.
En janvier 2017, dans le gouvernorat d'Idleb et l'ouest du gouvernorat d'Alep, un nouveau conflit éclate entre d'un côté le Front Fatah al-Cham et de l'autre Ahrar al-Cham, Suqour al-Cham et des groupes de l'Armée syrienne libre. Le 25 janvier 2017, plusieurs groupes rebelles fusionnent au sein d'Ahrar al-Cham, afin d'obtenir sa protection,,,. Trois jours plus tard, le Front Fatah al-Cham fusionne à son tour avec plusieurs autres groupes rebelles pour former un nouveau mouvement : Hayat Tahrir al-Cham.
Le 23 janvier 2017, après de nouveaux combats avec Ahrar al-Cham, le Front Fatah al-Cham annonce finalement qu'il rejette Jound al-Aqsa,,.

## Déroulement et bilan humain
Quelques jours plus tard, de nouveaux combats éclatent. Le 8 février 2017, Jound al-Aqsa — qui vient de se rebaptiser Liwa al-Aqsa — affronte d'abord l'Armée syrienne libre, puis le 12 février Hayat Tahrir al-Cham. Le 13 février, l'Observatoire syrien des droits de l'homme (OSDH) fait état d'au moins 69 morts dans les combats et fait mention d'exécutions de prisonniers,,.
Selon Abdoul Hakim al-Rahmon, chef de l'aile politique de Jaych al-Nasr, un groupe de l'Armée syrienne libre, un massacre a lieu le 9 février à Khan Cheikhoun, dans le sud du gouvernorat d'Idleb. Selon lui, 200 rebelles faits prisonniers sont exécutés par les hommes de Jound al-Aqsa, parmi les victimes figurent selon lui 160 hommes de l'Armée syrienne libre — dont 70 de Jaych al-Nasr — et 43 combattants de Hayat Tahrir al-Cham. Le SITE Intelligence Group rapporte de son côté la mort de 150 rebelles, dont 70 de Jaych al-Nasr.
L'OSDH rapporte également un massacre à Khan Cheikhoun à la date du 13 février contre 41 prisonniers de Hayat Tahrir al-Cham,. L'ONG fait également état de craintes sur le sort de 180 autres prisonniers tombés aux mains du groupe djihadiste. Elle indique que 150 captifs ont été exécutés d'après les témoignages de deux rebelles ayant fui la zone d'al-Khazzanat, à Khan Cheikhoun.
Le 23 février, l'OSDH rapporte qu'en plus de 41 morts déjà recensés, 131 cadavres de rebelles ont été découverts la veille dans deux autres fosses communes près de Khan Cheikhoun,. Pour l'OSDH, le bilan passe alors à au moins 172 morts ; parmi ces derniers 41 appartenaient à Hayat Tahrir al-Cham,, les autres venaient de Jaych al-Nasr, Faylaq al-Cham, Al-Forqat al-Wasti et quelques autres groupes. Une source de la Défense civile syrienne affirme quant à elle au journal Le Monde que 128 corps ont été exhumés. Mohammad Rachid, porte-parole de Jaych al-Nasr, déclare également que sur ces 128 corps figurent 71 combattants de son mouvement, dont 11 commandants, et trois journalistes citoyens.
Mi-février, un accord est conclu entre le Liwa al-Aqsa et les rebelles. Le Liwa al-Aqsa doit évacuer le gouvernorat de Hama pour rejoindre l'État islamique à Raqqa, toutefois une partie de ses combattants — au nombre de 600 selon l'OSDH — préfèrent rallier le Parti islamique du Turkestan qui est intervenu comme force d'interposition,. L'OSDH affirme que selon une des conditions de cet accord, le Liwa al-Aqsa a accepté de remettre au Parti islamique du Turkestan les corps d'au moins 186 rebelles,.